# Kurt Hoffmann
Pour les articles homonymes, voir Hoffmann.
Kurt Hoffmann (né le 12 novembre 1910 à Fribourg-en-Brisgau et mort le 25 juin 2001 à Munich) est un réalisateur allemand.

## Biographie
Kurt Hoffmann est le fils du grand opérateur et réalisateur allemand Carl Hoffmann, qui a notamment été le chef opérateur de Fritz Lang et de Friedrich Wilhelm Murnau dans l'entre-deux-guerres.
Commencée sous le Troisième Reich, sa carrière de réalisateur s'est poursuivie en RFA jusqu'au début des années 1970.
Il a réalisé 48 films entre 1938 et 1971.

## Filmographie
- 1938 : Andere Länder, andere Sitten (court métrage)
- 1938 : Wochenendfriede (court métrage)
- 1938 : Der Skarabäus (court métrage)
- 1939 : Le Paradis des célibataires (de) (Paradies der Junggesellen)
- 1939 : La Joie d'être père (de) (Hurra, ich bin Papa!)
- 1941 : Pilote malgré lui (de) (Quax, der Bruchpilot)
- 1943 : Le Coureur de dot (de) (Kohlhiesels Töchter)
- 1943 : Garde-moi ma femme (Ich vertraue Dir meine Frau an)
- 1943 : Je te porterai dans mes bras (de) (Ich werde dich auf Händen tragen)
- 1948 : Das verlorene Gesicht (de)
- 1949 : Rendez-vous secret (de) (Heimliches Rendezvous)
- 1950 : Fünf unter Verdacht (de)
- 1950 : L'Affaire Rabanser (Der Fall Rabanser)
- 1950 : Taxi-Kitty (de)
- 1951 : Fanfares d'amour (de) (Fanfaren der Liebe)
- 1951 : Reine d'une nuit (de) (Königin einer Nacht)
- 1952 : L'Homme à la cagoule (de) (Klettermaxe)
- 1952 : Week-end au paradis (de) (Liebe im Finanzamt ou Wochenend im Paradies)
- 1953 : Musik bei Nacht (de)
- 1953 : Hokuspokus
- 1953 : Mon ami Tom (de) (Moselfahrt aus Liebeskummer)
- 1954 : Der Raub der Sabinerinnen (de)
- 1954 : La Classe volante (Das fliegende Klassenzimmer)
- 1954 : Feu d'artifice (Feuerwerk)
- 1955 : Trois Hommes dans la neige (Drei Männer im Schnee)
- 1955 : Piroschka (de) (Ich denke oft an Piroschka)
- 1956 : Mon mari se marie aujourd'hui (Heute heiratet mein Mann)
- 1957 : C'est arrivé à Salzbourg (Salzburger Geschichten)
- 1957 : Les Confessions de Félix Krull (Bekenntnisse des Hochstaplers Felix Krull)
- 1958 : L'Auberge du Spessart (Das Wirtshaus im Spessart)
- 1958 : Nous les enfants prodiges (Wir Wunderkinder)
- 1959 : L'Ange à la harpe (de) (Der Engel, der seine Harfe versetzte)
- 1959 : La Belle Aventure (de) (Das schöne Abenteuer)
- 1960 : Quand les fantômes s'amusent (Das Spukschloß im Spessart)
- 1960 : Le Trac (de) (Lampenfieber)
- 1961 : Le Mariage de monsieur Mississippi (Die Ehe des Herrn Mississippi)
- 1962 : Anita et les sept saltimbanques (de) (Schneewittchen und die sieben Gaukler)
- 1963 : L'Apprentissage de l'amour (de) (Liebe will gelernt sein)
- 1963 : Le Château Gripsholm (de) (Schloß Gripsholm)
- 1965 : On murmure dans la ville (Dr. med. Hiob Prätorius)
- 1965 : Das Haus in der Karpfengasse
- 1966 : Hokus Pokus (Hokuspokus oder: Wie lasse ich meinen Mann verschwinden…?)
- 1966 : Princesse palatine (de) (Liselotte von der Pfalz)
- 1967 : Herrliche Zeiten im Spessart
- 1967 : Rheinsberg (de)
- 1968 : Le Petit Touche-à-tout (de) (Morgens um Sieben ist die Welt noch in Ordnung)
- 1969 : Ein Tag ist schöner als der andere (de)
- 1971 : Le Capitaine (de) (Der Kapitän)